# Augustin Wagner
Augustin Wagner (* 17. August 1898 in Reichenbach; † 28. April 1945 in Ebrantshausen) war ein deutscher römisch-katholischer Geistlicher und Märtyrer.

## Leben
Augustin Wagner, Sohn eines Baders, wuchs in Reichenbach (35 km nordöstlich Regensburg) auf. Er verlor mit sechs Jahren seinen Vater. 1913 ging er nach Abschluss der Volksschule in das Bischöfliche Knabenseminar Obermünster in Regensburg. Von 1916 bis 1918 leistete er Kriegsdienst, führte dann seine Schulausbildung fort und schloss 1920 ab. Nach dem Theologiestudium in Regensburg wurde er am 29. Juni 1925 zum Priester geweiht.
Die Stationen seines Wirkens waren: Paring (1925), Waltendorf (1926), Sattelpeilnstein (1928) und (nach zwei schweren Erkrankungen) 1934 Ebrantshausen (zwischen Ingolstadt und Landshut). Dort verlas er im März 1937 trotz des Regierungsverbotes die Enzyklika Mit brennender Sorge von Pius XI. Ende April 1945 wurde er beim Anrücken der Amerikaner auf Befehl eines 25-jährigen SS-Obersturmführers (Oberleutnant) von einem SS-Untersturmführer zwischen Holzmannshausen und Meilenhausen (Ortsteile von Mainburg) im Wald erschossen und erst am 27. Juni 1945 aufgefunden. Die Mörder wurden zu fünf und dreieinhalb Jahren Zuchthaus verurteilt.

## Gedenken
Die deutsche Römisch-katholische Kirche hat Augustin Wagner als Märtyrer aus der Zeit des Nationalsozialismus in das deutsche Martyrologium des 20. Jahrhunderts aufgenommen. In Ebrantshausen erinnern die Pfarrer-Wagner-Straße, eine Steintafel an seinem Grab und (seit 1955) die Wagnerkapelle am Ort seines Todes an den Märtyrer.